# 요흥
진 고조 문환황제 요흥(秦 高祖 文桓皇帝 姚興, 366년 ~ 416년, 재위：394년 ~ 416년)은 중국 오호 십육국 시대 후진의 제2대 황제로, 자는 자략(子略)이다.

## 생애
요흥은 요장(姚萇)의 장자로 366년에 태어났다. 요장이 부견(苻堅)의 휘하에서 복무할 때 요흥은 태자의 사인(舍人)이었다. 384년에 요장이 후진을 건국하자 요흥은 장안을 탈출하여 요장에게 왔고 요장은 그를 태자에 책봉하였다. 요장이 전진(前秦)의 부등(苻登)과 전쟁을 벌일 때 요흥은 장안을 지키면서 후방을 안정시켰다.
393년 말, 요장이 병으로 사망하자 요흥은 요장의 상을 숨기고 지방의 동요를 막기 위해 힘을 기울였다. 얼마 후인 394년, 요장의 사망 소식을 들은 부등은 총력을 기울여 후진을 공격하였으나 패배하였다. 부등을 물리친 요흥은 요장의 상을 발표하고 황제에 즉위하였으며 즉시 부등을 추격하여 마모산에서 부등을 살해하였다. 요흥은 항상 숙부 요서(姚緖)와 요석덕(姚碩德)의 의견을 따라 정치를 행하여 국내 안정에 노력하였다. 또한 주변 세력에 대해서도 우호관계를 맺어 북위(北魏)·후연(後燕)과 사신을 교환하였다.
396년에는 옛 전진 세력의 근거지였던 상규(上邽)를 점령하였으며 이듬해에는 동진의 낙양(洛陽)을 공격하였다. 399년에는 낙양을 공격하여 점령하였는데 이 군사 행동에 한수(漢水)와 회수(淮水) 이북의 군현들이 후진에게 항복하였다고 한다. 400년에는 농서를 공격하여 서진(西秦)을 멸망시켰으며 401년에는 후량(後凉)을 공격하여 복속시켰다. 그러나 이해부터 북위와 외교 마찰이 생겨 북위의 공격을 받았으며, 402년에는 시벽(柴壁)에서 북위를 공격하였으나 패배하였다. 그러나 이후 북위와 후진은 우호 관계를 유지하였다. 403년에는 후량을 공격하여 멸망시켰으며 서량(西凉), 북량(北凉), 남량(南凉)을 모두 속국으로 만들었다. 405년에는 구지도 복속시켰다. 한편 장안에는 남연(南燕)의 황제 모용초(慕容超)의 모친과 부인이 살고 있었다. 407년 말, 모용초가 요흥에게 이들을 송환해 줄 것을 요구하자 요흥은 송환의 조건으로 태악(太樂)을 바치고 속국이 될 것을 요구하여 관철시켰다.
요흥은 불교에 심취하여 401년 후량에 머물고 있던 구마라습의 신병을 확보하여 장안으로 데려왔다. 요흥은 구마라집을 국사로 삼고 각지에 사원을 건설하였다. 또한 불경을 번역하게 하고 대승정(大僧正)을 임명하기도 하였다.
405년 말, 동진(東晉)의 실권을 장악한 유유(劉裕)가 한수 일대의 12개 군을 송환할 것을 요구하였다. 요흥은 유유와의 대결을 피하기 위해 이를 승락하였다. 406년에는 남량에 양주(凉州)의 수도 고장(姑臧)을 빼앗겼으며 사실상 남량, 북량, 서량에 대한 영향력을 상실하였다. 407년에는 유발발(劉勃勃)이 반란을 일으켜 하(夏)를 건국하는 등 내분에 시달리기 시작하였다. 후진은 하와 장기간 전쟁을 치르면서 계속 쇠퇴하였다. 409년에는 멸망시켰던 걸복부의 서진이 독립하였고 구지도 자립하였다. 410년에는 후촉(後蜀)과 연합하여 동진을 공격하였으나 패배하였다. 이에 요흥은 413년에 북위와 인척 관계를 맺어 대응하려 하였다.
그러나 요흥이 병으로 쇠약해지자 후계자 다툼이 일어나 후진의 국력은 더욱 약화되었다. 요흥이 총애하던 아들 요필(姚弼)은 권력을 잡으려 414년에 모반을 일으켰으나 요흥이 병에서 회복되자 실패하였다. 그러나 요흥은 요필을 처벌하지 않았고, 415년에 다시 요흥이 병으로 쓰러지자 반란을 일으켰다. 이 반란도 진압되었고 요필은 장안 성내에 유폐되었다. 416년, 요흥의 임종이 가까워오자 요필의 도당들이 반란을 일으켰다. 요흥은 병든 몸을 이끌고 나서 이 반란을 진압하고 요필을 처형하여 후계자 다툼을 종식시켰다. 그리고 바로 다음날 사망하였다.

## 참고 문헌
- 《자치통감(資治通鑑)》
- 《진서(晉書)》

| 전임 요장(姚萇) | 제2대 후진 황제 394년 ~416년 | 후임 요홍(姚弘) |